# Volo Japan Airlines 472 (1972)
Il volo Japan Airlines 472 era un volo da Londra a Tokyo passando per Francoforte, Roma, Beirut, Teheran, Bombay, Bangkok e Hong Kong. Il 24 settembre 1972, il volo atterrò all'aerodromo di Juhu vicino a Bombay, in India, invece del più grande aeroporto di Santacruz (ora Aeroporto Internazionale Chhatrapati Shivaji) e invase la pista, causando la radiazione dell'aereo dopo essere rimasto danneggiato in modo irreparabile.

## L'aereo
L'aereo coinvolto era un Douglas DC-8-53, codice di immatricolazione JA8013 e numero di serie 45681. Aveva volato per la prima volta nel 1964.

## L'incidente
Il volo era partito da Londra con 20 minuti di ritardo. Quando decollò da Teheran per Bombay era in ritardo di 80 minuti. L'equipaggio pianificò di eseguire un avvicinamento ILS all'aeroporto di Santacruz, Bombay. Tuttavia il controllore del traffico aereo (ATC) chiese ai piloti "Riuscite a vedere la pista?", a cui risposero: "Sì, possiamo". Dato che c'era bel tempo intorno all'aeroporto quel giorno, l'ATC ordinò "Avvicinamento VFR per favore".
Successivamente il volo 472 sorvolò la pista 09 sul lato ovest dell'aeroporto di Santacruz durante la discesa ed eseguì una virata di 360 gradi per avvicinarsi nuovamente da ovest e atterrare. Tuttavia, quando toccò terra alle 06:50 ora locale (01:20 UTC), stava di fatto atterrando sulla pista 08 dell'aeroporto di Juhu. Juhu si trova a 3,7 km a ovest di Santacruz e può essere utilizzata solo da aerei più piccoli. La pista 08 di Juhu era lunga solo 1.143 metri (3.750 piedi), troppo corta per un aereo di grandi dimensioni come il JL472.
Dopo aver esteso gli inversori di spinta, il capitano del volo 472 si rese conto dell'errore e schierò immediatamente gli spoiler oltre ad applicare la massima potenza di frenata, ma l'uscita di pista era inevitabile. Quando successe si ruppero  entrambi i motori sulle ali danneggiando la parte anteriore e centrale del carrello d'atterraggio, affondando il muso del velivolo nel terreno. Il relitto prese fuoco, spento rapidamente con gli estintori.
Al momento dell'incidente a bordo c'erano 14 membri dell'equipaggio e 108 passeggeri. L'aereo era così danneggiato che la compagnia non ritenne opportuno spendere la somma necessaria a ripararlo. 2 membri dell'equipaggio di cabina e 9 passeggeri (tutti non giapponesi) rimasero feriti. Fu il secondo incidente della Japan Airlines avvenuto in India, appena due mesi dopo il fatale incidente del volo Japan Airlines 471 a Delhi.

## La causa
L'incidente in sé non era altro che un errore del pilota. Tuttavia le autorità indiane vennero anche accusate di aver gestito un aeroporto per aerei più piccoli così vicino a Santacruz, causando confusione (vedi incidenti simili di seguito), anche se l'aeroporto di Juhu era stato costruito prima dell'indipendenza dell'India, in epoca coloniale. Un altro fattore è stato che durante la virata di 360 gradi il volo 472 si trovò di fronte il sole e la nebbia mattutina, cosicché i piloti persero di vista la pista. Quando videro improvvisamente quella dell'aeroporto di Juhu, la scambiarono per la pista di Santacruz e vi atterrarono.

## Incidenti simili
Ci sono stati molti casi di aerei atterrati in aeroporti diversi dalla destinazione prevista. Nella maggior parte dei casi l'aereo non rimase danneggiato tornando poi in servizio.
Il 15 luglio 1953, anche un DH.106 Comet della BOAC atterrò all'aeroporto di Juhu invece che a Santacruz. L'aereo ripartì circa nove giorni dopo.
Il 28 maggio 1968, anche il pilota di un Convair 990 di Garuda Indonesia aveva scambiato lo stesso aeroporto per Santacruz e aveva cercato di farvi atterrare il suo aereo. Uscì di pista cadendo appena prima della strada trafficata e diversi edifici residenziali quando la ruota anteriore rimase bloccata in un fosso alla fine della pista. Tutti i passeggeri sopravvissero.
Solo quattro mesi dopo l'incidente del volo 472 si verificò un altro incidente simile quando un Ilyushin Il-18 (aereo di linea turboelica) di Interflug, compagnia aerea della Repubblica Democratica Tedesca (Germania Est), atterrò nell'aeroporto sbagliato e fermandosi immediatamente di fronte di un aereo parcheggiato della Japan Airlines, scampato per un pelo a una collisione.
Solo nel 2006, ci sono stati tre eventi di aerei di linea civili atterrati alla base aerea militare di Poznań-Krzesiny in Polonia: un Beech 400A Beechjet britannico (N709EL) il 17 luglio, un Boeing 737-400 turco (TC-SKG) il 16 agosto e un Cessna 560 (DCASA) il 3 ottobre. Di questi incidenti, quello che coinvolse il Boeing turco fu il più grave, poiché la base aerea dovette essere chiusa per le operazioni in quel momento, il che significa che le luci di pista e altri mezzi di supporto per gli aerei in atterraggio erano spenti. In tutti i casi, la ragione dell'errore era la vicinanza e la somiglianza della base aerea di Krzesiny con l'aeroporto civile di Poznań-Ławica: Ławica e Krzesiny si trovano a 14 km di distanza ed entrambe le piste sono posizionate con un'angolazione simile.
L'incidente più recente coinvolgente un aereo in atterraggio nell'aeroporto sbagliato è stato l'incidente del Boeing 707 della Saha Airlines del 2019 quando un Boeing 707 della Saha Airlines (l'ultimo al mondo ancora in servizio) si schianta dopo essere atterrato accidentalmente alla base aerea di Fath, dotata di una pista più corta. Questo incidente ha provocato 15 vittime su 16, con l'ingegnere di volo Farshad Mahdavinejad come unico superstite, seppur molto grave.